# Goalball tại Đại hội Thể thao Người khuyết tật Đông Nam Á 2023
Goalball tại Đại hội Thể thao Người khuyết tật Đông Nam Á 2023 được tổ chức tại Trung tâm thể thao trong nhà Morodok Techo, Phnom Penh.

## Bảng tổng sắp huy chương
| Hạng               | Đoàn               | Vàng | Bạc | Đồng | Tổng số |
| ------------------ | ------------------ | ---- | --- | ---- | ------- |
| 1                  | Campuchia (CAM)    | 0    | 0   | 0    | 0       |
| Tổng số (1 đơn vị) | Tổng số (1 đơn vị) | 0    | 0   | 0    | 0       |

## Các huy chương
| Nội dung | Vàng | Bạc | Đồng |
| -------- | ---- | --- | ---- |
| Nam      |      |     |      |
| Nữ       |      |     |      |

## Kết quả

### Giải đấu nam

#### Bảng A
| VT | Đội           | ST | T | B | ĐT | ĐB | HS | Đ | Giành quyền tham dự     |
| -- | ------------- | -- | - | - | -- | -- | -- | - | ----------------------- |
| 1  | Thái Lan      | 0  | 0 | 0 | 0  | 0  | 0  | 0 | Giành quyền vào bán kết |
| 2  | Myanmar       | 0  | 0 | 0 | 0  | 0  | 0  | 0 | Giành quyền vào bán kết |
| 3  | Campuchia (H) | 0  | 0 | 0 | 0  | 0  | 0  | 0 |                         |

| 4 tháng 6 năm 2023 09:00 | Campuchia | v | Myanmar | Trung tâm thể thao trong nhà Morodok Techo |
| 4 tháng 6 năm 2023 09:00 |           |   |         | Trung tâm thể thao trong nhà Morodok Techo |
| 4 tháng 6 năm 2023 09:00 |           |   |         | Trung tâm thể thao trong nhà Morodok Techo |

| 5 tháng 6 năm 2023 09:00 | Thái Lan | v | Myanmar | Trung tâm thể thao trong nhà Morodok Techo |
| 5 tháng 6 năm 2023 09:00 |          |   |         | Trung tâm thể thao trong nhà Morodok Techo |
| 5 tháng 6 năm 2023 09:00 |          |   |         | Trung tâm thể thao trong nhà Morodok Techo |

| 6 tháng 6 năm 2023 09:00 | Campuchia | v | Thái Lan | Trung tâm thể thao trong nhà Morodok Techo |
| 6 tháng 6 năm 2023 09:00 |           |   |          | Trung tâm thể thao trong nhà Morodok Techo |
| 6 tháng 6 năm 2023 09:00 |           |   |          | Trung tâm thể thao trong nhà Morodok Techo |

#### Bảng B
| VT | Đội         | ST | T | B | ĐT | ĐB | HS | Đ | Giành quyền tham dự     |
| -- | ----------- | -- | - | - | -- | -- | -- | - | ----------------------- |
| 1  | Indonesia   | 0  | 0 | 0 | 0  | 0  | 0  | 0 | Giành quyền vào bán kết |
| 2  | Malaysia    | 0  | 0 | 0 | 0  | 0  | 0  | 0 | Giành quyền vào bán kết |
| 3  | Philippines | 0  | 0 | 0 | 0  | 0  | 0  | 0 |                         |

| 4 tháng 6 năm 2023 13:00 | Indonesia | v | Malaysia | Trung tâm thể thao trong nhà Morodok Techo |
| 4 tháng 6 năm 2023 13:00 |           |   |          | Trung tâm thể thao trong nhà Morodok Techo |
| 4 tháng 6 năm 2023 13:00 |           |   |          | Trung tâm thể thao trong nhà Morodok Techo |

| 5 tháng 6 năm 2023 11:40 | Indonesia | v | Philippines | Trung tâm thể thao trong nhà Morodok Techo |
| 5 tháng 6 năm 2023 11:40 |           |   |             | Trung tâm thể thao trong nhà Morodok Techo |
| 5 tháng 6 năm 2023 11:40 |           |   |             | Trung tâm thể thao trong nhà Morodok Techo |

| 6 tháng 6 năm 2023 13:00 | Malaysia | v | Philippines | Trung tâm thể thao trong nhà Morodok Techo |
| 6 tháng 6 năm 2023 13:00 |          |   |             | Trung tâm thể thao trong nhà Morodok Techo |
| 6 tháng 6 năm 2023 13:00 |          |   |             | Trung tâm thể thao trong nhà Morodok Techo |

### Vòng đấu loại trực tiếp

#### Sơ đồ thi đấu
|  | Bán kết                    | Bán kết    |  |  | Trận tranh huy chương vàng | Trận tranh huy chương vàng |
|  |                            |            |  |  |                            |                            |
|  | 7 tháng 6                  |            |  |  |                            |                            |
|  |                            |            |  |  |                            |                            |
|  | 1A                         |            |  |  |                            |                            |
|  | 8 tháng 6                  |            |  |  |                            |                            |
|  | 2B                         |            |  |  |                            |                            |
|  | Thắng BK 1                 |            |  |  |                            |                            |
|  | 7 tháng 6                  |            |  |  |                            |                            |
|  |                            | Thắng BK 2 |  |  |                            |                            |
|  | 1B                         |            |  |  |                            |                            |
|  |                            |            |  |  |                            |                            |
|  | 2A                         |            |  |  |                            |                            |
|  | Trận tranh huy chương đồng |            |  |  |                            |                            |
|  |                            |            |  |  |                            |                            |
|  | 8 tháng 6                  |            |  |  |                            |                            |
|  |                            |            |  |  |                            |                            |
|  | Thua BK 1                  |            |  |  |                            |                            |
|  |                            |            |  |  |                            |                            |
|  | Thua BK 2                  |            |  |  |                            |                            |

### Giải đấu nữ

#### Vòng bảng
| VT | Đội         | ST | T | B | ĐT | ĐB | HS | Đ | Giành quyền tham dự     |
| -- | ----------- | -- | - | - | -- | -- | -- | - | ----------------------- |
| 1  | Thái Lan    | 0  | 0 | 0 | 0  | 0  | 0  | 0 | Giành quyền vào bán kết |
| 2  | Lào         | 0  | 0 | 0 | 0  | 0  | 0  | 0 | Giành quyền vào bán kết |
| 3  | Malaysia    | 0  | 0 | 0 | 0  | 0  | 0  | 0 | Giành quyền vào bán kết |
| 4  | Philippines | 0  | 0 | 0 | 0  | 0  | 0  | 0 | Giành quyền vào bán kết |
| 5  | Indonesia   | 0  | 0 | 0 | 0  | 0  | 0  | 0 |                         |

| 4 tháng 6 năm 2023 10:20 | Lào | v | Malaysia | Trung tâm thể thao trong nhà Morodok Techo |
| 4 tháng 6 năm 2023 10:20 |     |   |          | Trung tâm thể thao trong nhà Morodok Techo |
| 4 tháng 6 năm 2023 10:20 |     |   |          | Trung tâm thể thao trong nhà Morodok Techo |

| 4 tháng 6 năm 2023 11:40 | Indonesia | v | Philippines | Trung tâm thể thao trong nhà Morodok Techo |
| 4 tháng 6 năm 2023 11:40 |           |   |             | Trung tâm thể thao trong nhà Morodok Techo |
| 4 tháng 6 năm 2023 11:40 |           |   |             | Trung tâm thể thao trong nhà Morodok Techo |

| 4 tháng 6 năm 2023 14:20 | Philippines | v | Thái Lan | Trung tâm thể thao trong nhà Morodok Techo |
| 4 tháng 6 năm 2023 14:20 |             |   |          | Trung tâm thể thao trong nhà Morodok Techo |
| 4 tháng 6 năm 2023 14:20 |             |   |          | Trung tâm thể thao trong nhà Morodok Techo |

| 4 tháng 6 năm 2023 15:40 | Indonesia | v | Lào | Trung tâm thể thao trong nhà Morodok Techo |
| 4 tháng 6 năm 2023 15:40 |           |   |     | Trung tâm thể thao trong nhà Morodok Techo |
| 4 tháng 6 năm 2023 15:40 |           |   |     | Trung tâm thể thao trong nhà Morodok Techo |

| 5 tháng 6 năm 2023 10:20 | Thái Lan | v | Malaysia | Trung tâm thể thao trong nhà Morodok Techo |
| 5 tháng 6 năm 2023 10:20 |          |   |          | Trung tâm thể thao trong nhà Morodok Techo |
| 5 tháng 6 năm 2023 10:20 |          |   |          | Trung tâm thể thao trong nhà Morodok Techo |

| 5 tháng 6 năm 2023 13:00 | Indonesia | v | Malaysia | Trung tâm thể thao trong nhà Morodok Techo |
| 5 tháng 6 năm 2023 13:00 |           |   |          | Trung tâm thể thao trong nhà Morodok Techo |
| 5 tháng 6 năm 2023 13:00 |           |   |          | Trung tâm thể thao trong nhà Morodok Techo |

| 5 tháng 6 năm 2023 14:20 | Lào | v | Thái Lan | Trung tâm thể thao trong nhà Morodok Techo |
| 5 tháng 6 năm 2023 14:20 |     |   |          | Trung tâm thể thao trong nhà Morodok Techo |
| 5 tháng 6 năm 2023 14:20 |     |   |          | Trung tâm thể thao trong nhà Morodok Techo |

| 6 tháng 6 năm 2023 10:20 | Malaysia | v | Philippines | Trung tâm thể thao trong nhà Morodok Techo |
| 6 tháng 6 năm 2023 10:20 |          |   |             | Trung tâm thể thao trong nhà Morodok Techo |
| 6 tháng 6 năm 2023 10:20 |          |   |             | Trung tâm thể thao trong nhà Morodok Techo |

| 6 tháng 6 năm 2023 11:40 | Indonesia | v | Thái Lan | Trung tâm thể thao trong nhà Morodok Techo |
| 6 tháng 6 năm 2023 11:40 |           |   |          | Trung tâm thể thao trong nhà Morodok Techo |
| 6 tháng 6 năm 2023 11:40 |           |   |          | Trung tâm thể thao trong nhà Morodok Techo |

| 6 tháng 6 năm 2023 14:20 | Lào | v | Philippines | Trung tâm thể thao trong nhà Morodok Techo |
| 6 tháng 6 năm 2023 14:20 |     |   |             | Trung tâm thể thao trong nhà Morodok Techo |
| 6 tháng 6 năm 2023 14:20 |     |   |             | Trung tâm thể thao trong nhà Morodok Techo |

### Vòng đấu loại trực tiếp

#### Sơ đồ thi đấu
|  | Bán kết                    | Bán kết    |  |  | Trận tranh huy chương vàng | Trận tranh huy chương vàng |
|  |                            |            |  |  |                            |                            |
|  | 7 tháng 6                  |            |  |  |                            |                            |
|  |                            |            |  |  |                            |                            |
|  | CXĐ                        |            |  |  |                            |                            |
|  | 8 tháng 6                  |            |  |  |                            |                            |
|  | CXĐ                        |            |  |  |                            |                            |
|  | Thắng BK 1                 |            |  |  |                            |                            |
|  | 7 tháng 6                  |            |  |  |                            |                            |
|  |                            | Thắng BK 2 |  |  |                            |                            |
|  | CXĐ                        |            |  |  |                            |                            |
|  |                            |            |  |  |                            |                            |
|  | CXĐ                        |            |  |  |                            |                            |
|  | Trận tranh huy chương đồng |            |  |  |                            |                            |
|  |                            |            |  |  |                            |                            |
|  | 8 tháng 6                  |            |  |  |                            |                            |
|  |                            |            |  |  |                            |                            |
|  | Thua BK 1                  |            |  |  |                            |                            |
|  |                            |            |  |  |                            |                            |
|  | Thua BK 2                  |            |  |  |                            |                            |